# MTV Movie Award alla miglior sequenza di ballo
L'MTV Movie Award per la migliore sequenza di ballo (MTV Movie Award for Best Dance Sequence) è un premio assegnato episodicamente in alcune edizioni degli MTV Movie Awards.

## Vincitori e candidati
I vincitori sono indicati in grassetto, a seguire gli altri candidati.
- 1995: Uma Thurman e John Travolta – Pulp Fiction
  - "The Brady Kids" – The Brady Bunch Movie
  - Cameron Diaz e Jim Carrey – The Mask
  - Arnold Schwarzenegger e Tia Carrere – True Lies
- 1998: Mike Myers & Londoners – Austin Powers: Il controspione (Austin Powers: International Man of Mystery)
  - Cameron Diaz e Ewan McGregor – Una vita esagerata (A Life Less Ordinary)
  - Lisa Kudrow, Mira Sorvino e Alan Cumming – Romy & Michelle (Romy & Michele's High School Reunion)
  - Robert Carlyle, Mark Addy, Tom Wilkinson, Paul Barber, Steve Huison, Hugo Speer – Full Monty - Squattrinati organizzati (The Full Monty)
  - Mark Wahlberg e il resto del cast – Boogie Nights - L'altra Hollywood (Boogie Nights)
- 2001: Cameron Diaz Fantasy Sequence - Charlie's Angels
  - Opening Cheer - Ragazze nel pallone (Bring It On)
  - Billy's First Lesson - Billy Elliot
  - Club Scene - Save the Last Dance
- 2004: Seann William Scott - American Pie - Il matrimonio (American Wedding)
  - Drew Barrymore, Cameron Diaz e Lucy Liu - Charlie's Angels: più che mai (Charlie's Angels: Full Throttle)
  - Ben Stiller e Jennifer Aniston - ...e alla fine arriva Polly (Along Came Polly)
  - Steve Martin - Un ciclone in casa (Bringing Down the House)
  - Omarion, Marques Houston e la Lil' Saint's Dance Crew - SDF Street Dance Fighters (You Got Served)